# Gouvernement Sturza
Moldavie
Ciubuc Braghiș
Le gouvernement Sturza I (en roumain : Guvernul Ion Sturza I) est le gouvernement de la Moldavie du 12 mars au 12 novembre 1999.

## Composition

### Initiale
- Les nouveaux ministres sont indiqués en gras, ceux ayant changé d'attributions en italique.

| Portefeuille                                                                          | Nom | Nom                                                   | Parti                                |
| ------------------------------------------------------------------------------------- | --- | ----------------------------------------------------- | ------------------------------------ |
| Premier ministre                                                                      |     | Ion Sturza                                            | Alianța pentru Democrație și Reforme |
| Premier Vice-Premier ministre                                                         |     | Nicolae Andronic                                      |                                      |
| Vice-Premier ministre Ministre de l'Économie et des Réformes                          |     | Alexandru Muravschi                                   |                                      |
| Vice-Premier ministre                                                                 |     | Oleg Stratulat                                        |                                      |
| Ministre d'État                                                                       |     | Vlad Filat                                            | PDM                                  |
| Ministre des Affaires étrangères                                                      |     | Nicolae Tăbăcaru                                      |                                      |
| Ministre de l'Industrie et du Commerce                                                |     | Alexandra Can                                         | Partidul Național Liberal            |
| Ministre des Finances                                                                 |     | Anatol Arapu                                          |                                      |
| Ministre de l'Agriculture et de l'Industrie agro-alimentaire                          |     | Valeriu Bulgari                                       |                                      |
| Ministre des Transports et des Communications                                         |     | Victor Cheibaș                                        |                                      |
| Ministre de l'Environnement                                                           |     | Arcadie Capcelea                                      |                                      |
| Ministre de l'Aménagement du Territoire, de la Construction et des Services communaux |     | Mihai Severovan                                       | Partidul Național Liberal            |
| Ministre de l'Éducation et de la Science                                              |     | Anatol Grimalschi                                     |                                      |
| Ministre de la Culture                                                                |     | Ghenadie Ciobanu                                      |                                      |
| Ministre du Travail, de la Protection sociale et de la Famille                        |     | Vladimir Gurițenco                                    |                                      |
| Ministre de la Santé                                                                  |     | Eugeniu Gladun                                        |                                      |
| Ministre de la Justice                                                                |     | Ion Păduraru                                          |                                      |
| Ministre de la Défense et de la Sécurité nationale                                    |     | Tudor Botnaru Valeriu Pasat (à compter du 11-05-1999) |                                      |
| Ministre de l'Intérieur                                                               |     | Victor Catan                                          | Alianța pentru Democrație și Reforme |